# Звягино (Комьянское муниципальное образование)
Звягино — деревня в Грязовецком районе Вологодской области.
Входит в состав Комьянского муниципального образования, с точки зрения административно-территориального деления — в Ведерковский сельсовет.
Расстояние до районного центра Грязовца по автодороге — 49 км, до центра муниципального образования Хорошево по прямой — 17 км. Ближайшие населённые пункты — Притыкино, Великорецкий Липовик, Киселево.
По переписи 2002 года население — 11 человек.